# Hochschulstatistikgesetz
Das deutsche Hochschulstatistikgesetz ist die Grundlage der Bundesstatistik für Zwecke der Gesetzgebung und Planung im Hochschulbereich und bei den Berufsakademien sowie zur Erfüllung der europarechtlichen Datenlieferverpflichtungen. Sie erfasst seit dem 1. März 2016 auch den Studienverlauf (BGBl. I S. 342).
Die Statistik liefert Entscheidungsgrundlagen für eine evidenzbasierte Forschungs- und Wissenschaftspolitik und dient
- der Kapazitäts- und Finanzplanung im Hochschulbereich,
- der Qualitätssicherung der Hochschulbildung,
- der Planung von Maßnahmen zur Förderung des wissenschaftlichen Nachwuchses sowie
- der Mobilität im Hochschulbereich und
- der Sicherung der Chancengleichheit von Frauen in Führungspositionen

(§ 1 Abs. 1 des Hochschulstatistikgesetzes).